# Municipio de Stambaugh
El municipio de Stambaugh (en inglés: Stambaugh Township) es un municipio ubicado en el condado de Iron en el estado estadounidense de Míchigan. En el año 2010 tenía una población de 1140 habitantes y una densidad poblacional de 2,32 personas por km².

## Geografía
El municipio de Stambaugh se encuentra ubicado en las coordenadas 46°14′55″N 88°51′0″O / 46.24861, -88.85000. Según la Oficina del Censo de los Estados Unidos, el municipio tiene una superficie total de 491.72 km², de la cual 470,05 km² corresponden a tierra firme y (4,41 %) 21,67 km² es agua.

## Demografía
Según el censo de 2010, había 1140 personas residiendo en el municipio de Stambaugh. La densidad de población era de 2,32 hab./km². De los 1140 habitantes, el municipio de Stambaugh estaba compuesto por el 97,63 % blancos, el 0,35 % eran afroamericanos, el 0,88 % eran amerindios, el 0,09 % eran asiáticos y el 1,05 % eran de una mezcla de razas. Del total de la población el 1,05 % eran hispanos o latinos de cualquier raza.